# Gerhard Hähndel
Gerhard Hähndel (* 28. Dezember 1956 in Jüterbog) ist ein deutscher Schauspieler.

## Leben
Gerhard Hähndel wurde am 28. Dezember 1956 in Jüterbog geboren. Nach einer Berufsausbildung zum Metalldreher absolvierte er von 1977 bis 1981 die Theaterhochschule „Hans Otto“ in Leipzig mit dem Abschluss als Diplom-Schauspieler. Im Anschluss erhielt er sein erstes Engagement am Städtischen Theater Karl-Marx-Stadt, an dem er bereits seit 1976 spielte und dem er bis 1995 angehörte. Von 1993 bis 2008 stand er am Staatsschauspiel Dresden auf der Bühne.
Seit 2010 ist er freier Schauspieler mit Gastrollen u. a. am Staatsschauspiel Dresden, am Theater im Wechselbad, der Theatermanufaktur Dresden und dem Dresdner Comedy und Theater Club. Im gleichen Jahr begann er seine Tätigkeiten als Schauspieler und historischer Gästeführer beim Hofstaat zu Dresden. Seit 2012 wirkt er bei den Krabat-Festspielen mit.

## Filmografie
- 1980: Armer Ritter (Theateraufzeichnung)
- 1989: Der Bruch
- 1989: Die Besteigung des Chimborazo
- 1990: Rückwärtslaufen kann ich auch
- 1990: Versteckte Fallen
- 1991: Stein
- 1991: Der Verdacht
- 1992: Banale Tage
- 1992: Karl May (Fernseh-Sechsteiler)
- 2017: Zuckersand (Fernsehfilm)
- 2018: Der Ranger – Paradies Heimat (Fernsehserie, 1 Episode)

## Theater
- 1984: Friedrich Schiller: Die Verschwörung des Fiesco zu Genua (Kalkango) – Regie: ? (Städtische Theater Karl-Marx-Stadt – Schauspielhaus)
- 1987: Friedrich Schiller: Maria Stuart (Graf von Kent) – Regie: Hartwig Albiro (Städtische Theater Karl-Marx-Stadt)
- 1989: Henrik Ibsen: Ein Volksfeind (Aslaksen) – Regie: Frank Castorf (Städtische Theater Karl-Marx-Stadt)
- 1990: Werner Buhss: Nackt in Wien (Selch) – Regie: Werner Buhss (Städtische Theater Karl-Marx-Stadt)
- 1990: Michail Bulgakow: Adam und Eva (Markisow) – Regie: Reinhard Hellmann (Städtische Theater Karl-Marx-Stadt – Schauspielhaus)
- 1991: Jewgeni Schwarz: Der Drache (Teil des Drachens) – Regie: Hartwig Albiro (Städtische Theater Chemnitz – Schauspielhaus)
- 1991: George Tabori: Mein Kampf (Hitler) – Regie: ? (Städtische Theater Chemnitz)
- 1995: Henrik Ibsen: Peer Gynt (mehrere Rollen) – Regie: Tobias Wellemeyer (Staatsschauspiel Dresden)
- 1998: William Shakespeare: Die Komödie der Irrungen (Dromio von Ephesus) – Regie: Klaus Dieter Kirst (Staatsschauspiel Dresden)
- 2001: Gotthold Ephraim Lessing: Nathan der Weise (Derwisch) – Regie: Holk Freytag (Staatsschauspiel Dresden)
- 2001: William Shakespeare: Der Widerspenstigen Zähmung (Biondello) – Regie: Irmgard Lange (Staatsschauspiel Dresden – Schauspielhaus)
- 2004: Heiner Müller: Leben Gundlings Friedrich von Preußen Lessings Schlaf Traum Schrei (Friedrich Wilhelm/Zebah/Nathan) – Regie: Stephan Suschke (Staatsschauspiel Dresden)
- 2007: Erik Gedeon: Ewig jung – Regie: Erik Gedeon (Staatsschauspiel Dresden – Schauspielhaus)
- 2007: William Shakespeare: Was ihr wollt (Narr) – Regie: Niklaus Helbling (Staatsschauspiel Dresden – Schauspielhaus)
- 2012: Andreas Hüttner: Krabat – Eine Legende wird geboren (Hankas Vater, Wirt) – Regie: Andreas Hüttner (Krabat-Mühle Schwarzkollm)